# Diplostomum pungitius
Diplostomum pungitius är en plattmaskart. Diplostomum pungitius ingår i släktet Diplostomum och familjen Diplostomatidae. Inga underarter finns listade i Catalogue of Life.